# Eneco Tour 2015
L'Eneco Tour 2015, 11a edició de l'Eneco Tour, és una competició ciclista que es desenvolupà entre el 10 i el 16 d'agost de 2015. La prova fou la vint-i-unena cursa de l'UCI World Tour 2015.
El vencedor final de la cursa fou el belga Tim Wellens (Lotto Soudal), que obtingué el liderat en guanyar la sisena etapa amb 49" d'avantatge sobre l'immediat perseguidor. Això li va permetre obtenir una diferència de més d'un minut sobre el també belga Greg Van Avermaet (BMC Racing Team) que va saber mantenir en la darrera etapa. En tercera posició finalitzà el neerlandès Wilco Kelderman (Team LottoNL-Jumbo). André Greipel (Lotto Soudal), vencedor de la segona etapa, guanyà la classificació per punts, Gijs Van Hoecke (Topsport Vlaanderen-Baloise) guanyà la combativitat, mentre el Lotto Soudal obtingué la victòria a la classificació per equips.

## Equips participants
Com a prova World Tour els 17 equips d'aquesta categoria hi prenen part. Són convidats a participar-hi tres equips continentals professionals: Roompot Oranje Peloton, Topsport Vlaanderen-Baloise i Wanty-Groupe Gobert.
| Núm.  | Codi | Equip                 |
| ----- | ---- | --------------------- |
| 1-8   | LTS  | Lotto Soudal          |
| 11-18 | EQS  | Etixx-Quick Step      |
| 21-28 | BMC  | BMC Racing Team       |
| 31-38 | TCS  | Team Tinkoff-Saxo     |
| 41-48 | TFR  | Trek Factory Racing   |
| 51-58 | SKY  | Team Sky              |
| 61-68 | AST  | Astana Qazaqstan Team |
| 71-78 | TLJ  | Team LottoNL-Jumbo    |
| 81-88 | KAT  | Team Katusha          |
| 91-98 | LAM  | Lampre-Merida         |

| Núm.    | Codi | Equip                       |
| ------- | ---- | --------------------------- |
| 101-108 | OGE  | Orica-GreenEDGE             |
| 111-118 | TCG  | Cannondale-Garmin           |
| 121-128 | IAM  | IAM Cycling                 |
| 131-138 | TGA  | Team Giant-Alpecin          |
| 141-148 | FDJ  | FDJ                         |
| 151-158 | MOV  | Movistar Team               |
| 161-168 | ALM  | AG2R La Mondiale            |
| 171-178 | TSV  | Topsport Vlaanderen-Baloise |
| 181-188 | ROO  | Roompot Oranje Peloton      |
| 191-198 | WGG  | Wanty-Groupe Gobert         |

## Etapes
| Etapa     | Data       | Recorregut                                      | Km                        | Km    | Vencedor d'etapa       | Líder de la general   | Ref.  |
| --------- | ---------- | ----------------------------------------------- | ------------------------- | ----- | ---------------------- | --------------------- | ----- |
| 1a etapa  | 10 d'agost | Bolsward (NED) - Bolsward (NED)                 | Etapa plana               | 183,5 | Elia Viviani (ITA)     | Elia Viviani (ITA)    | [ 1 ] |
| 2a etapa  | 11 d'agost | Breda (NED) - Breda (NED)                       | Etapa plana               | 180,0 | André Greipel (GER)    | Jesper Asselman (NED) | [ 2 ] |
| 3a etapa  | 12 d'agost | Beveren (BEL) - Ardooie (BEL)                   | Etapa plana               | 171,9 | Tom Boonen (BEL)       | Jesper Asselman (NED) | [ 3 ] |
| 4a etapa  | 13 d'agost | Hoogerheide (NED) - Hoogerheide (NED)           | Contrarellotge individual | 13,9  | Jos van Emden (NED)    | Jos van Emden (NED)   | [ 4 ] |
| 15a etapa | 14 d'agost | Riemst (BEL) - Sittard-Geleen (NED)             | Etapa accidentada         | 179,6 | Johan Le Bon (FRA)     | Wilco Kelderman (NED) | [ 5 ] |
| 6a etapa  | 15 d'agost | Heerlen (NED) - Houffalize (BEL)                | Etapa accidentada         | 198,0 | Tim Wellens (BEL)      | Tim Wellens (BEL)     | [ 6 ] |
| 7a etapa  | 16 d'agost | Sint-Pieters-Leeuw (BEL) - Geraardsbergen (BEL) | Etapa accidentada         | 193,8 | Manuel Quinziato (ITA) | Tim Wellens (BEL)     | [ 7 ] |

### Etapa 1
10 d'agost de 2015 – Bolsward - Bolsward, 183,5 km
|    | Ciclista                  | Equip                  | Temps      |
| -- | ------------------------- | ---------------------- | ---------- |
| 1  | Elia Viviani (ITA)        | Team Sky               | 4h 06' 18" |
| 2  | Danny van Poppel (NED)    | Trek Factory Racing    | m. t.      |
| 3  | Jempy Drucker (LUX)       | BMC Racing Team        | m. t.      |
| 4  | André Greipel (GER)       | Lotto Soudal           | m. t.      |
| 5  | Jonas Van Genechten (BEL) | IAM Cycling            | m. t.      |
| 6  | Andrea Guardini (ITA)     | Astana Qazaqstan Team  | m. t.      |
| 7  | Magnus Cort Nielsen (DEN) | Orica-GreenEDGE        | m. t.      |
| 8  | Moreno Hofland (NED)      | Team LottoNL-Jumbo     | m. t.      |
| 9  | José Joaquín Rojas (ESP)  | Movistar Team          | m. t.      |
| 10 | Dylan Groenewegen (NED)   | Roompot Oranje Peloton | m. t.      |

|    | Ciclista                  | Equip                  | Temps      |
| -- | ------------------------- | ---------------------- | ---------- |
| 1  | Elia Viviani (ITA)        | Team Sky               | 4h 06' 18" |
| 2  | Danny van Poppel (NED)    | Trek Factory Racing    | + 4"       |
| 3  | Jesper Asselman (NED)     | Roompot Oranje Peloton | + 4"       |
| 4  | Laurens De Vreese (BEL)   | Astana Qazaqstan Team  | + 5"       |
| 5  | Nico Denz (GER)           | AG2R La Mondiale       | + 5"       |
| 6  | Jempy Drucker (LUX)       | BMC Racing Team        | + 6"       |
| 7  | Nathan Haas (AUS)         | Cannondale-Garmin      | + 8"       |
| 8  | André Greipel (GER)       | Lotto Soudal           | + 10"      |
| 9  | Jonas Van Genechten (BEL) | IAM Cycling            | + 10"      |
| 10 | Andrea Guardini (ITA)     | Astana Qazaqstan Team  | + 10"      |

### Etapa 2
11 d'agost de 2015 – Breda - Breda, 180 km
|    | Ciclista                   | Equip               | Temps      |
| -- | -------------------------- | ------------------- | ---------- |
| 1  | André Greipel (GER)        | Lotto Soudal        | 4h 12' 52" |
| 2  | Jacopo Guarnieri (ITA)     | Team Katusha        | m. t.      |
| 3  | Tom Boonen (BEL)           | Etixx-Quick Step    | m. t.      |
| 4  | Jempy Drucker (LUX)        | BMC Racing Team     | m. t.      |
| 5  | Danny van Poppel (NED)     | Trek Factory Racing | m. t.      |
| 6  | Arnaud Démare (FRA)        | FDJ                 | m. t.      |
| 7  | Viatxeslav Kuznetsov (RUS) | Team Katusha        | m. t.      |
| 8  | Roy Jans (BEL)             | Wanty-Groupe Gobert | m. t.      |
| 9  | Sébastien Turgot (FRA)     | AG2R La Mondiale    | m. t.      |
| 10 | Sacha Modolo (ITA)         | Lampre-Merida       | m. t.      |

|    | Ciclista                | Equip                       | Temps      |
| -- | ----------------------- | --------------------------- | ---------- |
| 1  | Jesper Asselman (NED)   | Roompot Oranje Peloton      | 8h 18' 55" |
| 2  | André Greipel (GER)     | Lotto Soudal                | + 5"       |
| 3  | Elia Viviani (ITA)      | Team Sky                    | + 5"       |
| 4  | Danny van Poppel (NED)  | Trek Factory Racing         | + 9"       |
| 5  | Jacopo Guarnieri (ITA)  | Team Katusha                | + 9"       |
| 6  | Gijs Van Hoecke (BEL)   | Topsport Vlaanderen-Baloise | + 9"       |
| 7  | Laurens De Vreese (BEL) | Astana Qazaqstan Team       | + 10"      |
| 8  | Nico Denz (GER)         | AG2R La Mondiale            | + 10"      |
| 9  | Jempy Drucker (LUX)     | BMC Racing Team             | + 11"      |
| 10 | Tom Boonen (BEL)        | Etixx-Quick Step            | + 11"      |

### Etapa 3
12 d'agost de 2015 – Beveren - Ardooie, 171,9 km
|    | Ciclista                | Equip                  | Temps      |
| -- | ----------------------- | ---------------------- | ---------- |
| 1  | Tom Boonen (BEL)        | Etixx-Quick Step       | 3h 54' 25" |
| 2  | Arnaud Démare (FRA)     | FDJ                    | m. t.      |
| 3  | Elia Viviani (ITA)      | Team Sky               | m. t.      |
| 4  | Andrea Guardini (ITA)   | Astana Qazaqstan Team  | m. t.      |
| 5  | Dylan Groenewegen (NED) | Roompot Oranje Peloton | m. t.      |
| 6  | André Greipel (GER)     | Lotto Soudal           | m. t.      |
| 7  | Rüdiger Selig (GER)     | Team Katusha           | m. t.      |
| 8  | Sacha Modolo (ITA)      | Lampre-Merida          | m. t.      |
| 9  | Danny van Poppel (NED)  | Trek Factory Racing    | m. t.      |
| 10 | Roy Jans (BEL)          | Roompot Oranje Peloton | m. t.      |

|    | Ciclista                 | Equip                       | Temps       |
| -- | ------------------------ | --------------------------- | ----------- |
| 1  | Jesper Asselman (NED)    | Roompot Oranje Peloton      | 12h 13' 20" |
| 2  | Tom Boonen (BEL)         | Etixx-Quick Step            | + 1"        |
| 3  | Elia Viviani (ITA)       | Team Sky                    | + 1"        |
| 4  | André Greipel (GER)      | Lotto Soudal                | + 5"        |
| 5  | Edward Theuns (BEL)      | Lotto Soudal                | + 6"        |
| 6  | Danny van Poppel (NED)   | Trek Factory Racing         | + 9"        |
| 7  | Arnaud Démare (FRA)      | FDJ                         | + 9"        |
| 8  | Jacopo Guarnieri (ITA)   | Team Katusha                | + 9"        |
| 9  | Gijs Van Hoecke (BEL)    | Topsport Vlaanderen-Baloise | + 9"        |
| 10 | Frederik Veuchelen (BEL) | Wanty-Groupe Gobert         | + 9"        |

### Etapa 4
13 d'agost de 2015 – Hoogerheide - Hoogerheide, 13,9 km
|    | Ciclista                | Equip                 | Temps   |
| -- | ----------------------- | --------------------- | ------- |
| 1  | Jos van Emden (NED)     | Team LottoNL-Jumbo    | 16' 34" |
| 2  | Wilco Kelderman (NED)   | Team LottoNL-Jumbo    | + 5"    |
| 3  | Adriano Malori (ITA)    | Movistar Team         | + 7"    |
| 4  | Lars Boom (NED)         | Astana Qazaqstan Team | + 7"    |
| 5  | Matthias Brändle (AUT)  | IAM Cycling           | + 11"   |
| 6  | Greg Van Avermaet (BEL) | BMC Racing Team       | + 14"   |
| 7  | Manuel Quinziato (ITA)  | BMC Racing Team       | + 16"   |
| 8  | Philippe Gilbert (BEL)  | BMC Racing Team       | + 20"   |
| 9  | Michael Hepburn (AUS)   | Orica-GreenEDGE       | + 21"   |
| 10 | Michael Rogers (AUS)    | Team Tinkoff-Saxo     | + 21"   |

|    | Ciclista                | Equip                 | Temps       |
| -- | ----------------------- | --------------------- | ----------- |
| 1  | Jos van Emden (NED)     | Team LottoNL-Jumbo    | 12h 30' 09" |
| 2  | Wilco Kelderman (NED)   | Team LottoNL-Jumbo    | + 5"        |
| 3  | Adriano Malori (ITA)    | Movistar Team         | + 7"        |
| 4  | Lars Boom (NED)         | Astana Qazaqstan Team | + 7"        |
| 5  | Matthias Brändle (AUT)  | IAM Cycling           | + 11"       |
| 6  | Greg Van Avermaet (BEL) | BMC Racing Team       | + 14"       |
| 7  | Manuel Quinziato (ITA)  | BMC Racing Team       | + 16"       |
| 8  | Philippe Gilbert (BEL)  | BMC Racing Team       | + 18"       |
| 9  | Michael Hepburn (AUS)   | Orica-GreenEDGE       | + 21"       |
| 10 | Michael Rogers (AUS)    | Team Tinkoff-Saxo     | + 21"       |

### Etapa 5
14 d'agost de 2015 – Riemst - Sittard-Geleen, 179,6 km
|    | Ciclista               | Equip                 | Temps      |
| -- | ---------------------- | --------------------- | ---------- |
| 1  | Johan Le Bon (FRA)     | FDJ                   | 4h 13' 50" |
| 2  | Dylan van Baarle (NED) | Cannondale-Garmin     | m.t        |
| 3  | Magnus Cort (DEN)      | Orica-GreenEDGE       | + 9"       |
| 4  | Tim Wellens (BEL)      | Lotto Soudal          | + 9"       |
| 5  | Wilco Kelderman (NED)  | Team LottoNL-Jumbo    | + 9"       |
| 6  | André Greipel (GER)    | Lotto Soudal          | + 11"      |
| 7  | Georg Preidler (AUT)   | Team Giant-Alpecin    | + 15"      |
| 8  | Tiesj Benoot (BEL)     | Lotto Soudal          | + 27"      |
| 9  | Philippe Gilbert (BEL) | BMC Racing Team       | + 27"      |
| 10 | Lars Boom (NED)        | Astana Qazaqstan Team | + 27"      |

|    | Ciclista                | Equip                 | Temps       |
| -- | ----------------------- | --------------------- | ----------- |
| 1  | Wilco Kelderman (NED)   | Team LottoNL-Jumbo    | 16h 44' 13" |
| 2  | Dylan van Baarle (NED)  | Cannondale-Garmin     | + 1"        |
| 3  | Johan Le Bon (FRA)      | FDJ                   | + 8"        |
| 4  | Jos van Emden (NED)     | Team LottoNL-Jumbo    | + 13"       |
| 5  | Tim Wellens (BEL)       | Lotto Soudal          | + 19"       |
| 6  | Lars Boom (NED)         | Astana Qazaqstan Team | + 20"       |
| 7  | Greg Van Avermaet (BEL) | BMC Racing Team       | + 26"       |
| 8  | Manuel Quinziato (ITA)  | BMC Racing Team       | + 29"       |
| 9  | Philippe Gilbert (BEL)  | BMC Racing Team       | + 29"       |
| 10 | Michael Rogers (AUS)    | Team Tinkoff-Saxo     | + 34"       |

### Etapa 6
15 d'agost de 2015 – Heerlen - Houffalize, 208,6 km
|    | Ciclista                | Equip                 | Temps      |
| -- | ----------------------- | --------------------- | ---------- |
| 1  | Tim Wellens (BEL)       | Lotto Soudal          | 5h 28' 46" |
| 2  | Greg Van Avermaet (BEL) | BMC Racing Team       | + 49"      |
| 3  | Simon Geschke (GER)     | Team Giant-Alpecin    | + 51"      |
| 4  | Jan Bakelants (BEL)     | AG2R La Mondiale      | + 1' 03"   |
| 5  | Tom-Jelte Slagter (NED) | Cannondale-Garmin     | + 1' 07"   |
| 6  | Philippe Gilbert (BEL)  | BMC Racing Team       | + 1' 13"   |
| 7  | Tiesj Benoot (BEL)      | Lotto Soudal          | + 1' 13"   |
| 8  | Fabio Felline (ITA)     | Trek Factory Racing   | + 1' 13"   |
| 9  | Andriy Grivko (UKR)     | Astana Qazaqstan Team | + 1' 13"   |
| 10 | Wilco Kelderman (NED)   | Team LottoNL-Jumbo    | + 1' 17"   |

|    | Ciclista                      | Equip                 | Temps       |
| -- | ----------------------------- | --------------------- | ----------- |
| 1  | Tim Wellens (BEL)             | Lotto Soudal          | 22h 12' 59" |
| 2  | Greg Van Avermaet (BEL)       | BMC Racing Team       | + 1' 03"    |
| 3  | Wilco Kelderman (NED)         | Team LottoNL-Jumbo    | + 1' 17"    |
| 4  | Philippe Gilbert (BEL)        | BMC Racing Team       | + 1' 40"    |
| 5  | Fabio Felline (ITA)           | Trek Factory Racing   | + 1' 48"    |
| 6  | Michael Rogers (AUS)          | Team Tinkoff-Saxo     | + 1' 51"    |
| 7  | Andriy Grivko (UKR)           | Astana Qazaqstan Team | + 1' 54"    |
| 8  | Christopher Juul-Jensen (DEN) | Team Tinkoff-Saxo     | + 2' 05"    |
| 9  | Tiesj Benoot (BEL)            | Lotto Soudal          | + 2' 13"    |
| 10 | Jan Bakelants (BEL)           | AG2R La Mondiale      | + 2' 13"    |

### Etapa 7
16 d'agost de 2015 – Sint-Pieters-Leeuw - Geraardsbergen, 193,8 km
|    | Ciclista                  | Equip               | Temps      |
| -- | ------------------------- | ------------------- | ---------- |
| 1  | Manuel Quinziato (ITA)    | BMC Racing Team     | 4h 18' 18" |
| 2  | Björn Leukemans (BEL)     | Wanty-Groupe Gobert | + 3"       |
| 3  | Yves Lampaert (BEL)       | Etixx-Quick Step    | + 8"       |
| 4  | Greg Van Avermaet (BEL)   | BMC Racing Team     | + 38"      |
| 5  | Julian Alaphilippe (FRA)  | Etixx-Quick Step    | + 38"      |
| 6  | Tiesj Benoot (BEL)        | Lotto Soudal        | + 40"      |
| 7  | Filippo Pozzato (ITA)     | Lampre-Merida       | + 40"      |
| 8  | Jan Bakelants (BEL)       | AG2R La Mondiale    | + 42"      |
| 9  | Philippe Gilbert (BEL)    | BMC Racing Team     | + 42"      |
| 10 | Magnus Cort Nielsen (DEN) | Orica-GreenEDGE     | + 42"      |

|    | Ciclista                      | Equip                 | Temps       |
| -- | ----------------------------- | --------------------- | ----------- |
| 1  | Tim Wellens (BEL)             | Lotto-Belisol         | 26h 31' 59" |
| 2  | Greg Van Avermaet (BEL)       | BMC Racing Team       | + 59"       |
| 3  | Wilco Kelderman (NED)         | Team LottoNL-Jumbo    | + 1' 17"    |
| 4  | Philippe Gilbert (BEL)        | BMC Racing Team       | + 1' 40"    |
| 5  | Fabio Felline (ITA)           | Trek Factory Racing   | + 1' 48"    |
| 6  | Andriy Grivko (UKR)           | Astana Qazaqstan Team | + 1' 54"    |
| 7  | Michael Rogers (AUS)          | Team Tinkoff-Saxo     | + 2' 02"    |
| 8  | Tiesj Benoot (BEL)            | Lotto Soudal          | + 2' 11"    |
| 9  | Christopher Juul Jensen (DEN) | Team Tinkoff-Saxo     | + 2' 11"    |
| 10 | Julian Alaphilippe (FRA)      | Etixx-Quick Step      | + 2' 11"    |

## Classificacions finals

### Classificació general
|    | Ciclista                      | Equip                 | Temps       |
| -- | ----------------------------- | --------------------- | ----------- |
| 1  | Tim Wellens (BEL)             | Lotto-Belisol         | 26h 31' 59" |
| 2  | Greg Van Avermaet (BEL)       | BMC Racing Team       | + 59"       |
| 3  | Wilco Kelderman (NED)         | Team LottoNL-Jumbo    | + 1' 17"    |
| 4  | Philippe Gilbert (BEL)        | BMC Racing Team       | + 1' 40"    |
| 5  | Fabio Felline (ITA)           | Trek Factory Racing   | + 1' 48"    |
| 6  | Andriy Grivko (UKR)           | Astana Qazaqstan Team | + 1' 54"    |
| 7  | Michael Rogers (AUS)          | Team Tinkoff-Saxo     | + 2' 02"    |
| 8  | Tiesj Benoot (BEL)            | Lotto Soudal          | + 2' 11"    |
| 9  | Christopher Juul Jensen (DEN) | Team Tinkoff-Saxo     | + 2' 11"    |
| 10 | Julian Alaphilippe (FRA)      | Etixx-Quick Step      | + 2' 11"    |

### Classificacions secundàries
|   | Ciclista                | Equip            | Punts |
| - | ----------------------- | ---------------- | ----- |
| 1 | André Greipel (GER)     | Lotto Soudal     | 79    |
| 2 | Greg Van Avermaet (BEL) | BMC Racing Team  | 59    |
| 3 | Tom Boonen (BEL)        | Etixx-Quick Step | 52    |

|   | Ciclista                 | Equip                       | Punts |
| - | ------------------------ | --------------------------- | ----- |
| 1 | Gijs Van Hoecke (BEL)    | Topsport Vlaanderen-Baloise | 63    |
| 2 | Jesper Asselman (NED)    | Roompot Oranje Peloton      | 56    |
| 3 | Frederik Veuchelen (BEL) | Wanty-Groupe Gobert         | 41    |

#### Classificació per equips
|   | Equip                 | Temps       |
| - | --------------------- | ----------- |
| 1 | Lotto Soudal          | 79h 44' 03" |
| 2 | Astana Qazaqstan Team | + 1' 13"    |
| 3 | Team Tinkoff-Saxo     | + 3' 38"    |

### UCI World Tour
L'Eneco Tour atorga punts per l'UCI World Tour 2015 sols als ciclistes dels equips de categoria World Tour.
| Posició               | 1r  | 2n | 3r | 4t | 5è | 6è | 7è | 8è | 9è | 10è |
| Classificació general | 100 | 80 | 70 | 60 | 50 | 40 | 30 | 20 | 10 | 4   |
| Per etapa             | 6   | 4  | 2  | 1  | 1  |    |    |    |    |     |

| #  | Ciclista                      | Equip                 | Punts |
| -- | ----------------------------- | --------------------- | ----- |
| 1  | Tim Wellens (BEL)             | Lotto Soudal]         | 107   |
| 2  | Greg Van Avermaet (BEL)       | BMC Racing Team       | 85    |
| 3  | Wilco Kelderman (NED)         | Team LottoNL-Jumbo    | 75    |
| 4  | Philippe Gilbert (BEL)        | BMC Racing Team       | 60    |
| 5  | Fabio Felline (ITA)           | Trek Factory Racing   | 50    |
| 6  | Andriy Grivko (UKR)           | Astana Qazaqstan Team | 40    |
| 7  | Michael Rogers (AUS)          | Team Tinkoff-Saxo     | 30    |
| 8  | Tiesj Benoot (BEL)            | Lotto Soudal          | 20    |
| 9  | Christopher Juul Jensen (DEN) | Team Tinkoff-Saxo     | 10    |
| 10 | Tom Boonen (BEL)              | Etixx-Quick Step      | 8     |
| 10 | Elia Viviani (ITA)            | Team Sky              | 8     |

## Evolució de les classificacions
| Etapa | Vencedor         | Classificació general | Classificació per punts | Classificació de la combativitat | Classificació per equips |
| ----- | ---------------- | --------------------- | ----------------------- | -------------------------------- | ------------------------ |
| 1     | Elia Viviani     | Elia Viviani          | Elia Viviani            | Nathan Haas                      | Roompot Oranje Peloton   |
| 2     | André Greipel    | Jesper Asselman       | André Greipel           | Jesper Asselman                  | Roompot Oranje Peloton   |
| 3     | Tom Boonen       | Jesper Asselman       | André Greipel           | Jesper Asselman                  | Roompot Oranje Peloton   |
| 4     | Jos van Emden    | Jos van Emden         | André Greipel           | Jesper Asselman                  | Team LottoNL-Jumbo       |
| 5     | Johan Le Bon     | Wilco Kelderman       | André Greipel           | Jesper Asselman                  | Team LottoNL-Jumbo       |
| 6     | Tim Wellens      | Tim Wellens           | André Greipel           | Gijs Van Hoecke                  | Lotto Soudal             |
| 7     | Manuel Quinziato | Tim Wellens           | André Greipel           | Gijs Van Hoecke                  | Lotto Soudal             |
| Final | Final            | Tim Wellens           | André Greipel           | Gijs Van Hoecke                  | Lotto Soudal             |